# املین ویتون
املین ویتون (انگلیسی: Emelyn Whiton; ۱ مارس ۱۹۱۶ – ۱ مارس ۱۹۶۲) قایقران قایق بادبانی اهل ایالات متحده آمریکا بود.